# Jean-Philippe Collard
Ne pas confondre avec le pianiste belge Jean-Philippe Collard-Neven
Pour les personnes ayant le même patronyme, voir Collard.
Jean-Philippe Collard est un pianiste classique français, né le 27 janvier 1948 à Mareuil-sur-Ay (Champagne-Ardenne).

## Biographie
Il intègre le Conservatoire national supérieur de musique et de danse de Paris dans la classe de Pierre Sancan et obtient son premier prix de piano en 1964, puis commence une carrière internationale. Après avoir été cinquième au Concours international Marguerite-Long-Jacques-Thibaud en 1969, il remporte entre autres le Premier grand prix du concours Cziffra en 1970.
À ce jour sa discographie comporte plus de 50 titres, et il parcourt les plus grandes scènes internationales (le Carnegie Hall, le Royal Albert Hall, etc.) Il a joué avec les plus grands chefs d'orchestre de notre époque.
En 1988, il reçoit la Victoire de la musique du soliste de musique classique de l'année. Il a été fait chevalier de la Légion d'honneur en 2003.
Il est directeur artistique des Flâneries musicales de Reims.

## Discographie sélective
- Intégrale de la musique pour piano de Gabriel Fauré. 4 CD Emi classics 2003 report Brillant classics 2010
- Intégrale de la musique pour piano de Maurice Ravel. 2 CD Emi classics 1977
- 4 concertos pour piano et orchestre de Sergueï Rachmaninov, Orchestre du Capitole de Toulouse, dir. Michel Plasson (Erato 2002).
- Les 5 concertos pour piano et orchestre de Camille Saint-Saëns, Royal Philharmonic Orchestra, dir. André Previn (2 CD EMI classics 1987).
- Prélude, choral et fugue de César Franck
- Danses hongroises de Johannes Brahms, avec Michel Béroff
- Danses slaves d'Antonín Dvořák, avec Michel Béroff
- Valses intégrales de  Frédéric Chopin
- Ballades de Frédéric Chopin
- Sonate n° 3 en si min de Frédéric Chopin
- Concertos pour 2, 3 et 4 pianos de Jean-Sébastien Bach
- Sonate fa min, Romances, Carnaval, Études symphoniques de Robert Schumann
- Impromptus sur un Thème de Clara Wieck de Robert Schumann
- Concerto pour 2 pianos de Francis Poulenc, avec François-René Duchâble
- Concerto pour piano n° 1 de Piotr Ilitch Tchaïkovsky
- Concerto pour piano de Pierre Sancan
- Concerto pour piano en la min de Robert Schumann
- Œuvres complètes pour piano à 4 mains de Claude Debussy avec Michel Béroff Emi classics 1970
- Quintette pour piano les Quilles de Mozart
- Concertos pour piano n° 21 et 24 de Mozart
- Concertos pour piano n° 6, 8, 11, 12, 13, 14 version de chambre de Mozart
- Sonate en si min et Sonate Dante de Franz Liszt
- Goyescas de Enrique Granados. CD La Dolce Volta 2020. Diapason d'or, Choc de Classica